# 빈곤 포르노

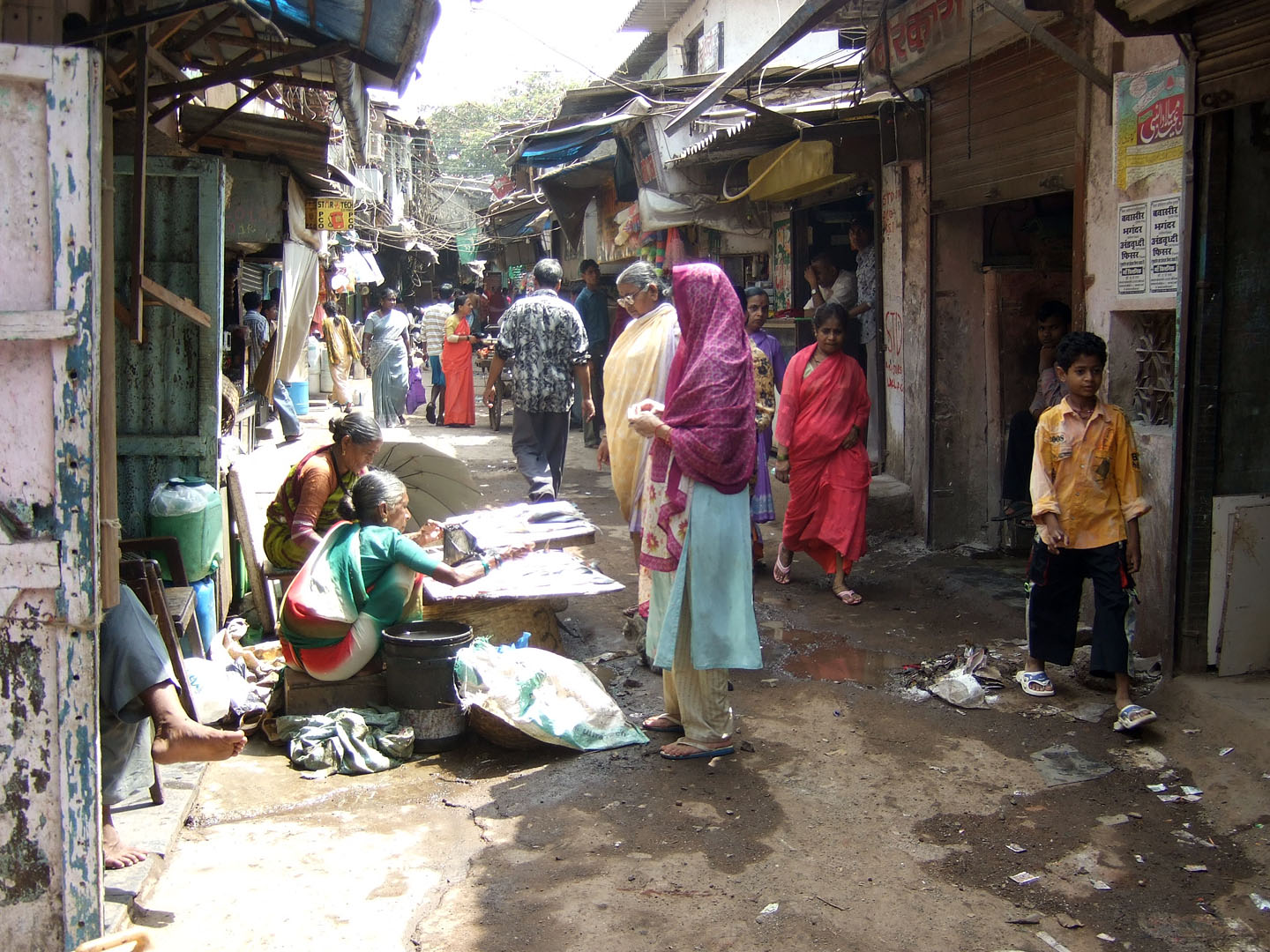
2018년 영화 《슬럼독 밀리어네어》는 인도 뭄바이의 빈민가인 다라비를 배경으로 하고 있다.

빈곤 포르노(貧困 porno ← 영어: poverty porn)는 "신문 판매, 자선 기부금 증가, 또는 주어진 원인에 대한 지원에 필요한 동정심을 불러일으키기 위해 가난한 사람들의 상황을 를 이용하는 글, 사진 또는 영상 등 모든 유형의 미디어"로 정의된다. 또한 착취를 당하는 영상 속 주인공을 보는 시청자가 원초적 본능의 만족에 의해 동기를 부여받도록 암시한다. 특권층 관객을 즐겁게 하기 위해 가난한 사람들을 대상화하는 영화에 적용되는 비판 용어이기도 하다. 개발 포르노(development porn), 기아 포르노(famine porn)라고도 한다.

## 기원
빈곤 포르노의 개념은 "자선 캠페인의 황금기"로 알려진 1980년대에 처음 도입되었다. 이 기간 동안 자선 캠페인은 눈에 파리가 있는 영양 실조 어린이 사진과 같은 강렬한 이미지를 사용했다. 이것은 빠르게 추세가 되었고, "라이브 에이드"와 같은 몇 가지 주목할 만한 캠페인이 나왔다. 이 캠페인 중 일부는 자선 기금 모금에 성공했지만,, 일부 관찰자들은 이러한 접근 방식이 만성 빈곤을 지나치게 단순화했다고 주장하면서 비판했다. 이러한 명백한 선정주의는 비평가들에 의해 "빈곤 포르노"라고 불렸다.
1980년대에 언론은 빈곤층 어린이들을 부적절한다고 여겨질 만한 방법으로 사용했다. 그러나 이 시대가 끝나갈 무렵, 이야기를 전하는 긍정적인 이미지가 더 많이 등장했지만, 최근 몇 년 동안 충격적인 이미지가 다시 강조되고 있음이 알려졌다.
"빈곤 포르노"라는 용어 자체는 몇 년 후에 도입되었다. 가장 초기의 사례 중 하나는 2000년 1월 이메일 뉴스레터 "Need to Know"에 실린 영화 《안젤라스 애쉬스》(1999)의 리뷰였다. 이 리뷰에서 가난에 대한 영화의 묘사를 "구토물로 가득 찬 빈곤 포르노"로 표현하기 위해 사용되었다.

## 자선 단체
일부에서는 착취적이라고 여기는 반면, 다른 사람들은 조직이 목표를 달성할 수 있도록 하는 방법이라고 칭찬하는 등 이 방법은 논란의 여지가 있다. 유니세프와 옥스팜과 같은 자선 단체에서는 동정심을 불러 일으키고 기부금을 늘리기 위해 기아, 빈곤, 어린이를 묘사하는 것은 흔한 일이었다.
비록 빈곤 포르노가 더 많은 기부금을 창출하는 도구로 볼 수 있지만, 많은 사람들은 빈곤 포르노가 생존을 위해 다른 서구 사회에 전적으로 의존하는 무기력한 사회의 이미지를 묘사하여 현실을 왜곡하고 있으며, 또한 지나치게 관음증적이라고 생각한다.
공감을 불러일으키기 위해 고정관념을 묘사하고 선정주의를 사용하는 것이 정당한지에 대한 논의는 흔한 논쟁이다. 나이지리아 작가 치마만다 응고지 아디치에는 "고정관념의 문제는 고정관념이 사실이 아니라는 데 있는 것이 아니라 불완전하다는 것입니다. 고정관념은 하나의 이야기를 유일한 이야기로 만듭니다."라고 말했다.
기금 모금 캠페인을 통해 자선 단체는 일반 대중에게 소식을 전하기 위해 돕고자 하는사람들을 인터뷰하려고 시도한다. 그러나 어려운 상황에 처한 사람들이 사진을 찍거나 충격적인 이야기를 공개적으로 공유하는 것을 계속 거부하는 경우는 일반적이다. 이것은 어려운 상황에 처한 것이 비참한 것이 아니라 부끄러운 일이며, 미디어의 빈곤 포르노가 노출되고 싶지 않은 사람들을 노출시킨다는 점을 더욱 강조한다.
어떤 경우에는 이러한 유형의 기금 모금을 "정당화"하기 위해 이런 "필요"로 인해 조직어 허구의 "궁핍한 어린이"를 만들고 존재하지 않는 이런 개인이 "작성한" 감정적인 편지를 보내기도 했다. CNN은 "최악의 빈곤 포르노"를 사용하여 수백만 달러를 모금한 미국 사우스다코타주의 한 학교가 "인디언이 아닌 사람이 운영하는 학교가 인종적 편견으로 자산을 모으고 있다"고 폭로했다.

## 미디어
미디어는 눈으로 보기에 불쌍하고 충격적인 영상을 이용하여 시청자에게 특정 감정을 불러 일으키기 위해 빈곤 포르노를 이용한다. 그러나 일반적으로 영상, 인터뷰, 그 외 다른 수단으로 특정인의 불행을 공개적으로 들추어내는 것은 용납할 수 없는 사생활 침해로 여겨진다.
오직 한 장의 사진만으로 전체 국가를 가난한 국가로 묘사한다면 그것을 보는 시청자들은 국가 전체가 사진과 같은 상황에 놓여 있다고 착각하게 된다.

## 정치
서구권에서는 빈곤 포르노라는 용어가 정치 영역에서도 다수 사용되어 왔다.

## 대중 문화
빈곤 포르노가 영화나 TV쇼에 널리 퍼지면서 오늘날 대중문화에서 많이 노출되고 있다.

## 같이 보기
- 사회적 포르노
- 감동 포르노
- 슬럼 관광